# Премія «Сезар» за найкращий монтаж
Премія «Сезар» за найкращий монтаж (фр. César du Meilleur montage) — одна з нагород Академії мистецтв та технологій кінематографа Франції у рамках національної кінопремії «Сезар», яку присуджують починаючи з першої церемонії у 1976 році.

## Лауреати та номінанти
Імена переможців виділено окремим кольором

### 1976—1980
| Церемонія  | Монтажер            | Фільм                            |
| ---------- | ------------------- | -------------------------------- |
| 1-а (1976) | • Женев'єва Віндінґ | «Сім смертей за рецептом»        |
| 1-а (1976) | • Жан Равель        | «Прощавай, поліцейський»         |
| 1-а (1976) | • Крістіана Лак     | «Головне — кохати»               |
| 1-а (1976) | • Марі-Жозеф Йойотт | «Дикун»                          |
| 1-а (1976) | • Єва Зора          | «Стара рушниця»                  |
| 2-а (1977) | • Марі-Жозеф Йойотт | «Поліцейський кольт „Пітон 357“» |
| 2-а (1977) | • Клодін Мерлен     | «Бароко»                         |
| 2-а (1977) | • Анрі Ланое        | «Мосьє Кляйн»                    |
| 2-а (1977) | • Жан Равель        | «Жінка у вікні»                  |
| 3-я (1978) | • Альбер Юргенсон   | «Провидіння»                     |
| 3-я (1978) | • Анрі Ланое        | «Загроза»                        |
| 3-я (1978) | • Крис Маркер       | «Колір повітря — червоний»       |
| 3-я (1978) | • Франсуаза Бонно   | «Простий минулий час»            |
| 4-а (1979) | • Раймон Гуйо       | «Досьє на 51-го»                 |
| 4-а (1979) | • Женев'єва Віндінґ | «Дикий стан»                     |
| 4-а (1979) | • Жан Равель        | «Чужі гроші»                     |
| 4-а (1979) | • Анрі Ланое        | «Метелик на плечі»               |
| 5-а (1980) | • Реджинальд Бек    | «Дон Жуан»                       |
| 5-а (1980) | • Клодін Мерлен     | «Холодні закуски»                |
| 5-а (1980) | • Анрі Ланое        | «Гуляка»                         |
| 5-а (1980) | • Клодін Мерлен     | «Сестри Бронте»                  |
| 5-а (1980) | • Тьєррі Дерокле    | «Чорна серія»                    |

### 1981—1990
| Церемонія   | Монтажер(и)             | Фільм                                                |
| ----------- | ----------------------- | ---------------------------------------------------- |
| 6-а (1981)  | • Мартен Барак          | «Останнє метро»                                      |
| 6-а (1981)  | • Женев'єва Віндінґ     | «Банкірша»                                           |
| 6-а (1981)  | • Арман Псенні          | «Прямий репортаж про смерть»                         |
| 6-а (1981)  | • Альбер Юргенсон       | «Укол парасолькою»                                   |
| 7-а (1982)  | • Альбер Юргенсон       | «Під попереднім слідством»                           |
| 7-а (1982)  | • Арман Псенні          | «Бездоганна репутація»                               |
| 7-а (1982)  | • Софі Бод та Г'ю Дармо | «Одні та інші» («Болеро»)                            |
| 7-а (1982)  | • Анрі Ланое            | «Мальвіль»                                           |
| 8-а (1983)  | • Ноель Буассон         | «Що змусило втікати Давида?»                         |
| 8-а (1983)  | • Жан Равель            | «Північна зірка»                                     |
| 8-а (1983)  | • Франсуаз Жаве         | «Інформатор»                                         |
| 8-а (1983)  | • Анрі Ланое            | «Буремні сорокові»                                   |
| 8-а (1983)  | • Арман Псенні          | «Стрільби»                                           |
| 9-а (1984)  | • Жак Вітта             | «Убивче літо»                                        |
| 9-а (1984)  | • Франсуаза Пренан      | «Випадки»                                            |
| 9-а (1984)  | • Франсуаза Бонно       | «Ганна К.»                                           |
| 9-а (1984)  | • Деніс де Казаб'янка   | «Поранена людина»                                    |
| 9-а (1984)  | • Клер Пінейро          | «Слова, щоб сказати»                                 |
| 10-а (1985) | • Ніколь Соньє          | «Відчиніть, поліція!»                                |
| 10-а (1985) | • Клодін Мерлен         | «Наша історія»                                       |
| 10-а (1985) | • Женев'єва Віндінг     | «Спогади, спогади»                                   |
| 10-а (1985) | • Арман Псенні          | «Неділя за містом»                                   |
| 11-а (1986) | • Раймон Гуйо           | «Небезпека у будинку» («Смерть у французькому саду») |
| 11-а (1986) | • Анрі Ланое            | «Помирають тільки двічі»                             |
| 11-а (1986) | • Ян Деде               | «Поліція»                                            |
| 11-а (1986) | • Софі Шміт             | «Підземка»                                           |
| 12-а (1987) | • Ізабель Дідьє         | «Тереза»                                             |
| 12-а (1987) | • Моніка Прім           | «Тридцять сім і два щоранку»                         |
| 12-а (1987) | • Арман Псенні          | «Близько півночі» («Опівнічний джаз»)                |
| 12-а (1987) | • Клодін Мерлен         | «Вечірня сукня»                                      |
| 13-а (1988) | • Еммануель Кастро      | «До побачення, діти»                                 |
| 13-а (1988) | • Раймон Гуйо           | «Гран Шман»                                          |
| 13-а (1988) | • Ян Деде               | «Під сонцем Сатани»                                  |
| 14-а (1989) | • Ноель Буассон         | «Ведмідь»                                            |
| 14-а (1989) | • Жоель Аш та Жанна Кеф | «Камілла Клодель»                                    |
| 14-а (1989) | • Раймон Гуйо           | «Чтиця»                                              |
| 15-а (1990) | • Клодін Мерлен         | «Занадто красива для тебе»                           |
| 15-а (1990) | • Арман Псенні          | «Життя і нічого більшого»                            |
| 15-а (1990) | • Жоель Аш              | «Мосьє Ір»                                           |

### 1991—2000
| Церемонія   | Монтажер(и)                          | Фільм                                  |
| ----------- | ------------------------------------ | -------------------------------------- |
| 16-а (1991) | • Ноель Буассон                      | «Сірано де Бержерак»                   |
| 16-а (1991) | • Жоель Аш                           | «Чоловік перукарки»                    |
| 16-а (1991) | • Олів'є Моффруа                     | «Нікіта»                               |
| 17-а (1992) | • Ерве Шнайд                         | «Делікатеси»                           |
| 17-а (1992) | • Клодін Мерлен                      | «Спасибі, життя»                       |
| 17-а (1992) | • Марі-Жозеф Йойотт                  | «Усі ранки світу»                      |
| 18-а (1993) | • Лізе Больє                         | «Дикі ночі»                            |
| 18-а (1993) | • Женев'єва Віндінґ                  | «Індокитай»                            |
| 18-а (1993) | • Ноель Буассон                      | «Коханець»                             |
| 19-а (1994) | • Жак Вітта                          | «Три кольори: Синій»                   |
| 19-а (1994) | • Ерве Де Люз                        | «Жерміналь»                            |
| 19-а (1994) | • Катрін Кельбер                     | «Прибульці»                            |
| 19-а (1994) | • Альбер Юргенсон                    | «Палити/Не палити»                     |
| 20-а (1995) | • Жульєт Вельфлін                    | «Дивися, як падають люди»              |
| 20-а (1995) | • Франсуа Ґедіж'є та Елен Віар       | «Королева Марго»                       |
| 20-а (1995) | • Сільві Ландра                      | «Леон»                                 |
| 21-а (1996) | • Матьє Кассовітц та Скотт Стівенсон | «Ненависть»                            |
| 21-а (1996) | • Ноель Буассон                      | «Гусар на даху»                        |
| 21-а (1996) | • Жаклін Тьєдо                       | «Неллі та пан Арно»                    |
| 22-а (1997) | • Флоренс Рікар та Марі-Жозеф Йойотт | «Мікрокосмос»                          |
| 22-а (1997) | • Жоель Аш                           | «Насмішка»                             |
| 22-а (1997) | • Жульєт Вельфлін                    | «Нікому невідомий герой»               |
| 23-я (1998) | • Ерве Де Люс                        | «Відомі старі пісні»                   |
| 23-я (1998) | • Анрі Ланое                         | «До бою»                               |
| 23-я (1998) | • Сільві Ландра                      | «П'ятий елемент»                       |
| 24-а (1999) | • Вероніка Ланж                      | «Таксі»                                |
| 24-а (1999) | • Франсуа Гедіж'є                    | «Ті, хто мене любить, поїдуть потягом» |
| 24-а (1999) | • Люк Барньє та Франсуаза Бонно      | «Вандомська площа»                     |
| 25-а (2000) | • Еммануель Кастро                   | «Подорожі»                             |
| 25-а (2000) | • Сільві Ландра                      | «Жанна д’Арк»                          |
| 25-а (2000) | • Жоель Аш                           | «Дівчина на мосту»                     |

### 2001—2010
| Церемонія   | Монтажер(и)                                | Фільм(и)                                                        |
| ----------- | ------------------------------------------ | --------------------------------------------------------------- |
| 26-а (2001) | • Яннік Керґоа                             | «Гаррі — друг, який бажає вам добра»                            |
| 26-а (2001) | • Ерве Де Люс                              | «На чужий смак»                                                 |
| 26-а (2001) | • Марілін Монтьє                           | «Багряні ріки»                                                  |
| 27-а (2002) | • Марі-Жозеф Йойотт                        | «Птахи»                                                         |
| 27-а (2002) | • Ерве Шнайд                               | «Амелі»                                                         |
| 27-а (2002) | • Жульєт Вельфлін                          | «Читай по губах»                                                |
| 28-а (2003) | • Ніколя Філібер                           | «Бути і мати»                                                   |
| 28-а (2003) | • Френсін Сандберг                         | «Іспанка»                                                       |
| 28-а (2003) | • Ерве Де Люс                              | «Піаніст»                                                       |
| 29-а (2004) | • Валері Луазлє, Людо Трох, Даніель Анезен | «Дивовижна пара», «Втеча», «Після життя» (трилогія Люка Бельво) |
| 29-а (2004) | • Марілін Монтьє                           | «Бон вояж!»                                                     |
| 29-а (2004) | • Ерве Де Люс                              | «Тільки не в губи»                                              |
| 30-а (2005) | • Ноель Буассон                            | «Два брати»                                                     |
| 30-а (2005) | • Г'ю Дармо (Hachdé)                       | «Набережна Орфевр, 36»                                          |
| 30-а (2005) | • Ерве Шнайд                               | «Довгі заручини»                                                |
| 31-а (2006) | • Жульєт Вельфлін                          | «І моє серце завмерло»                                          |
| 31-а (2006) | • Сабін Емільяні                           | «Марш пінгвінів»                                                |
| 31-а (2006) | • Френсін Сандберг                         | «Красуні»                                                       |
| 32-а (2007) | • Ерве Де Люс                              | «Не кажи нікому»                                                |
| 32-а (2007) | • Ерве Де Люс                              | «Серця»                                                         |
| 32-а (2007) | • Сільві Ландра                            | «Місця в партері»                                               |
| 32-а (2007) | • Яннік Кергоа                             | «Патріоти»                                                      |
| 32-а (2007) | • Мартін Джордано                          | «Коли я був співаком»                                           |
| 33-я (2008) | • Жульєт Вельфлін                          | «Скафандр і метелик»                                            |
| 33-я (2008) | • Галія Лакруа та Каміль Тубкис            | «Кус-кус і барабулька»                                          |
| 33-я (2008) | • Ів Белоньяк та Рішар Маріці              | «Життя у рожевому кольорі»                                      |
| 33-я (2008) | • Стефані Рош                              | «Персеполіс»                                                    |
| 33-я (2008) | • Вероніка Ланж                            | «Сімейна таємниця»                                              |
| 34-а (2009) | • Софі Рейне                               | «Перший день життя, що залишилося»                              |
| 34-а (2009) | • Робен Кампійо та Стефані Леже            | «Клас»                                                          |
| 34-а (2009) | • Білл Панков, Ерве Шнайд                  | «Ворог держави № 1», «Ворог держави № 1: Легенда»               |
| 34-а (2009) | • Френсін Сандберг                         | «Париж»                                                         |
| 34-а (2009) | • Лоранс Бріо                              | «Різдвяна казка»                                                |
| 35-а (2010) | • Жульєт Вельфлін                          | «Пророк»                                                        |
| 35-а (2010) | • Селія Лафітедюпон                        | «Спочатку»                                                      |
| 35-а (2010) | • Людо Трох                                | «Концерт»                                                       |
| 35-а (2010) | • Ерве Де Люс                              | «Дикі трави»                                                    |
| 35-а (2010) | • Андреа Седлачкова (чеш.)                 | «Ласкаво просимо»                                               |

### 2011—2020
| Церемонія   | Монтажер(и)                                           | Фільм                                    |
| ----------- | ----------------------------------------------------- | ---------------------------------------- |
| 36-а (2011) | • Ерве Де Люс                                         | «Примара»                                |
| 36-а (2011) | • Люк Барньє                                          | «Карлос» (фільм)                         |
| 36-а (2011) | • Аннет Дютертрі                                      | «Турне»                                  |
| 36-а (2011) | • Марі-Жулі Майє                                      | «Про людей і богів (фільм)»              |
| 36-а (2011) | • Марилін Монтьє                                      | «Генсбур. Герой і хуліган»               |
| 37-я (2012) | • Лор Гердетт та Ян Деде                              | «Паліція»                                |
| 37-я (2012) | • Анна-Софі Б'єн та Мішель Азанавічус                 | «Артист»                                 |
| 37-я (2012) | • Лоранс Бріо                                         | «Управління державою»                    |
| 37-я (2012) | • Полін Гайяр                                         | «Я оголошую війну»                       |
| 37-я (2012) | • Доріан Ріґаль-Ансу                                  | «1+1»                                    |
| 38-а (2013) | • Жульєт Вельфлен                                     | «Іржа та кістка»                         |
| 38-а (2013) | • Люк Барньє                                          | «Прощавай, моя королево»                 |
| 38-а (2013) | • Моніка Віллі                                        | «Кохання»                                |
| 38-а (2013) | • Аннетт Дютертрі та Мішель Клошендлер                | «Камілла роздвоюється»                   |
| 38-а (2013) | • Неллі Кветьє                                        | «Корпорація „Святі мотори“»              |
| 39-а (2014) | • Валері Десен                                        | «Я, знову я та мама»                     |
| 39-а (2014) | • Крістоф Пінель                                      | «9 місяців суворого режиму»              |
| 39-а (2014) | • Жан-Крістоф Гім                                     | «Незнайомець на озері»                   |
| 39-а (2014) | • Жульєт Вельфлен                                     | «Минуле»                                 |
| 39-а (2014) | • Каміль Тубкіс, Альбертіна Ластера, Жан-Марі Ленжель | «Життя Адель»                            |
| 40-а (2015) | • Надія Бен Рашид                                     | «Тімбукту»                               |
| 40-а (2015) | • Ліліан Корбей                                       | «Винищувачі»                             |
| 40-а (2015) | • Крістел Девінтер                                    | «Гіппократ»                              |
| 40-а (2015) | • Фрідерік Бейєеш                                     | «Тусівниця»                              |
| 40-а (2015) | • Фабріс Руа                                          | «Святий Лоран. Страсті великого кутюр'є» |
| 41-а (2016) | • Матильда Ван де Мортель                             | «Мустанг»                                |
| 41-а (2016) | • Жульєт Вельфлін                                     | «Діпан»                                  |
| 41-а (2016) | • Сиріл Накаш                                         | «Маргарита»                              |
| 41-а (2016) | • Симон Жаке                                          | «Мій король»                             |
| 41-а (2016) | • Лоранс Бріо                                         | «Три спогади моєї юності»                |
| 42-а (2017) | • Ксав'є Долан                                        | «Це всього лиш кінець світу»             |
| 42-а (2017) | • Луї Лаллеман та Венсан Тріко                        | «Божественні»                            |
| 42-а (2017) | • Йоб тер Бург                                        | «Вона»                                   |
| 42-а (2017) | • Лор Гердетт                                         | «Франц»                                  |
| 42-а (2017) | • Симон Жаке                                          | «Ілюзія кохання»                         |
| 43-я (2018) | • Робен Кампійо                                       | «120 ударів на хвилину»                  |
| 43-я (2018) | • Доріан Ріґаль-Ансу                                  | «1+1=Весілля»                            |
| 43-я (2018) | • Франсуа Гедіж'є                                     | «Барбара»                                |
| 43-я (2018) | • Крістоф Пінель                                      | «До побачення там, нагорі»               |
| 43-я (2018) | • Ліліан Корбей, Жулі Лена та Грегуар Понтекай        | «Дрібний фермер»                         |
| 44-а (2019) | • Йоргос Лампринос                                    | «Опіка»                                  |
| 44-а (2019) | • Валері Дезейн                                       | «Лоскоти»                                |
| 44-а (2019) | • Ізабель Девінк                                      | «Щось не так з тобою»                    |
| 44-а (2019) | • Жульєтт Велфінґ                                     | «Брати Сістерс»                          |
| 44-а (2019) | • Симон Жаке                                          | «Щасливі невдахи»                        |